# Dimeringophrys
Dimeringophrys este un gen de muște din familia Tephritidae.

Cladograma conform Catalogue of Life:
| Dimeringophrys | \| \| Dimeringophrys bilineata \| \| \| \| \| \| Dimeringophrys pallidipennis \| \| \| \| |
|                | \| \| Dimeringophrys bilineata \| \| \| \| \| \| Dimeringophrys pallidipennis \| \| \| \| |
|                | Dimeringophrys bilineata                                                                  |
|                |                                                                                           |
|                | Dimeringophrys pallidipennis                                                              |
|                |                                                                                           |